# Disinfezione delle acque reflue
La disinfezione delle acque reflue serve per eliminare i microrganismi patogeni e i parassiti dalle acque contaminate, già sottoposte ai trattamenti secondari.
Ormai da lunga data, fra i processi di disinfezione utilizzabili per le acque (che può avvenire ad esempio attraverso cloro e suoi composti, bromo, ozono, raggi ultravioletti, sali d'argento o radiazioni ionizzanti) specificatamente per le acque di rifiuto si è imposto l'uso del cloro e suoi composti, sia per la sua efficacia, ma soprattutto per la sua economicità, che risulta particolarmente apprezzabile nei trattamenti delle acque di rifiuto, dati gli elevati quantitativi di disinfettante occorrenti.
I metodi comunemente utilizzati per la disinfezione dell'acqua prevedono l'aggiunta di ossidanti quali il biossido di cloro (ClO2), il cloro molecolare (Cl2), l'ipoclorito di sodio (NaClO), l'ozono (O3) oppure il trattamento con raggi ultravioletti. 

## Disinfezione tramite cloro
Il cloro ha una potente azione ossidante (ossida sia alcuni ioni inorganici che le sostanze organiche) con formazione di composti organo-alogenati (clorammine, derivati clorurati aromatici e alifatici), esercita una potente azione battericida e di distruzione dei virus, attraverso il «blocco» delle attività vitali dei microrganismi. Affinché il cloro possa attivare efficacemente la sua funzione, si richiede un adeguato tempo di contatto con l'acqua da disinfettare. La fase  di contatto si realizza in vasche di contatto, a sviluppo " a pistone" o a "setti". Il tempo di contatto in genere è di 30 minuti.

## Disinfezione tramite ipoclorito di sodio
L'ipoclorito di sodio non richiede speciali cautele, è corrosivo, è di facile impiego, costa più del cloro, modifica leggermente la salinità e il pH dell'acqua, forma aloformi (cloroformio e alogenoderivati organici), viene utilizzato per installazioni medio piccole (per problemi di stoccaggio e rifornimento).
Nonostante il semplice utilizzo e gli ottimi risultati ottenibili, l'applicazione di questo tipo di disinfezione implica inevitabilmente la formazione di organo-alogenati nocivi e ciò, solitamente, non permette il rispetto degli stringenti limiti normativi per i residui.

## Disinfezione  con biossido di cloro
Il biossido di cloro è, a pressione atmosferica, un gas piuttosto instabile; viene per tale motivo prodotto in impianto a partire da cloro gas (Cl2),e da clorito di sodio (NaClO2). La formazione di ClO2 può comportare dei rischi di esplosione se le condizioni di reazione non sono adeguatamente controllate. È  molto solubile in acqua, non è idrolizzato (essendo disciolto come tale in soluzione), le sue soluzioni si decompongono alla luce, è più costoso sia del cloro che dell'ipoclorito di sodio, è un gas tossico, è corrosivo, la sua efficacia si estende a batteri, spore batteriche e alghe, non reagisce con l'ammoniaca e quindi non la elimina dall'acqua (per questo le acque da disinfettare devono essere già state nitrificate e filtrate).
L'efficacia disinfettante del biossido di cloro è buona ma dall'altra parte presenta elevati costi di funzionamento e un'elevata complessità gestionale, che rendono l'applicazione del trattamento poco diffusa.

## Disinfezione tramite ozono
L'ozono ha costi di impiego elevati, è corrosivo, è un disinfettante ad ampio spettro (batteri, virus, spore batteriche), ossida gli ioni inorganici (Fe2+, Mn2+, NO2-, HS-), le sostanze organiche con doppi e tripli legami, l'ammoniaca e l'acido solfidrico, non ha azione di copertura residua, l'impianto necessario per la sua produzione ha costi elevati ed è richiesto l'utilizzo del cloro o di suoi derivati per garantire la disinfezione fino al momento dell'utilizzo dell'acqua.
Garantisce un'ottima azione ossidante e anche capacità di decolorazione ed eliminazione di odori molesti.
Rispetto alla tecnica col cloro, l'ozono: 
- Ha maggiori capacità virulicida
- Forma meno composti secondari di reazione con sostanze residue nei liquami
- Ha tempi di contatto più ridotti
- Ha assenza di residui nell'acqua
- È più efficace nella decolorazione e abbattimento di odori.
- Ha un costo elevato, deve essere prodotto in loco mediante degli ozonizzatori (a scarica elettrica: 15.000-18.000 V) e successivamente insufflato nel liquame.

## Disinfezione tramite acido peracetico
L'acido peracetico (PAA) è un perossido organico, ottenibile dalla reazione d'equilibrio tra acido acetico e acqua ossigenata, che viene proposto come alternativa ai tradizionali prodotti disinfettanti cloroderivati, poiché, nonostante le quantità usate siano elevate, si evita la formazione di sottoprodotti tossici. Altri principali vantaggi connessi all'uso dell'acido peracetico sono:
ampio spettro di azione nei confronti dei microorganismi;
bassa tossicità nei confronti degli organismi animali e vegetali;
elevata efficienza ed efficacia di azione anche in presenza di sostanze organiche;
possibilità di convertire semplicemente gli impianti che utilizzano ipoclorito in impianti a PAA (avendo tempi di contatto simili).
Tuttavia l'uso dell'acido peracetico ha sempre posto serie problematiche di gestione, manipolazione, stoccaggio e compatibilità con i materiali a causa della sua instabilità e acidità:
l'acido peracetico nel tempo tende a decomporsi liberando notevoli quantità di ossigeno, causando rischi di sicurezza per gli operatori per le possibili emanazioni di vapori fortemente irritanti e il rischio di esplosione del serbatoio. La decomposizione del PAA è catalizzata dalla presenza di metalli ed è favorita nelle miscele a più alta concentrazione;
la caratteristica fortemente acida del PAA causa problemi di corrosione dei metalli e di irritazione per gli occhi e, a questo, si aggiunge l'odore sgradevole.
Le condizioni ottimali di disinfezione sono individuabili per dosi di PAA > 2 mg/L e tempi di contatto di 20--30 minuti.

## Disinfezione tramite raggi UV
La luce ultravioletta (UV) è una radiazione elettromagnetica con una lunghezza d'onda compresa tra 100 e 400 nm che agisce a livello cellulare sul DNA dei microrganismi impedendone la replicazione.
I raggi hanno un'energica azione battericida, vengono rapidamente assorbiti dalle soluzioni (non si possono trattare soluzioni opache), non danno problemi di sovradosaggio, non alterano organoletticamente l'acqua, la distruzione interessa solo i batteri esposti e non quelli annidati in microscopiche particelle organiche (la disinfezione deve comunque essere sempre preceduta da un trattamento di filtrazione), hanno un costo relativamente alto.
La radiazione ultravioletta è generata da lampade al mercurio che emettono con una lunghezza d'onda (k) di 253,7 nm (bassa pressione), che coincide con la X. di assorbimento del DNA. Rispetto agli altri metodi di disinfezione, l'UV presenta notevoli vantaggi:
non implica la presenza di sostanze chimiche pericolose da maneggiare o monitorare;
non si ha formazione di sottoprodotti indesiderati;
i sistemi UV sono molto semplici da installare e mantenere.
D'altra parte gli UV non presentano la caratteristica di persistenza necessaria ad impedire la ricontaminazione a valle del trattamento (caratteristica che diventa importante nel caso di riutilizzo agricolo con irrigazione su colture destinate al consumo crudo). A tal proposito, non è escluso l'utilizzo di coadiuvanti come il PAA dosato a monte delle lampade.
L'ottenimento del corretto dosaggio di radiazione nell'acqua è critico in quanto la dose UV cui i microrganismi sono esposti è diversa da quella applicata: l'acqua in ingresso al trattamento deve essere sufficientemente libera da composti sospesi in modo che i  microrganismi siano sufficientemente esposti alla radiazione.

## Applicazioni
La disinfezione è sicuramente indispensabile quando:
- I liquami provengono da ospedali, sanatori, case di cura
- L'effluente sversa direttamente in un corpo d'acqua ricettore le cui acque sono balneabili o a uso ricreativo a distanza non sufficientemente cautelativa
- L'effluente viene riciclato a uso industriale e sottoposto a manipolazioni del personale addetto
- L'effluente è usato per irrigazione.

Il cloro è stato utilizzato nel trattamento delle acque di rifiuto per la prima volta nel 1854, dalla Royal Sewage Commission di Londra, per deodorizzare il liquame. In seguito si è scoperta anche la sua potente azione disinfettante.
Le  varie tecniche oggi disponibili (ipocloriti, biossido di cloro, ozono, acido
peracetico, raggi UV), soprattutto se abbinate alla filtrazione, garantiscono limiti anche molto severi per i parametri microbiologici, non essendo peraltro possibile stabilire a priori il trattamento ottimale, che va viceversa identificato caso per caso.
Il Piano di Tutela delle Acque Veneto (Deliberazione del Consiglio Regionale n.107 del 5 novembre 2009) prevede (articolo 23) che in tutti gli impianti di depurazione di potenzialità superiore a 2.000 AE sia obbligatorio installare un sistema di disinfezione, da attivare in ragione della prossimità dello scarico agli usi antropici del corpo idrico (irriguo, potabile, balneazione). 
Le modalità di disinfezione maggiormente utilizzate nel Veneto prevedono l'impiego, nell'ordine, di ipoclorito di sodio, acido peracetico e lampade a raggi UV. L'utilizzo di sistemi di disinfezione che impiegano cloro gas o ipoclorito è tuttora ammesso, in attesa dell'approvazione finale delle modifiche al Piano di Tutela delle Acque che ne vieteranno definitivamente l'impiego.
A partire da tre anni dalla data di pubblicazione della deliberazione di approvazione del Piano (08/12/2009 - 08/12/2012) è vietato l'utilizzo di sistemi di disinfezione che impiegano cloro gassoso o ipoclorito; da tale data è ammesso l'uso di sistemi alternativi quali l'impiego di ozono, acido peracetico, raggi UV, o altri trattamenti di pari efficacia purché privi di cloro.